# Jawa (Ort)
Jawa ist eine archäologische Stadt, die 98 Kilometer östlich von Mafraq und 20 Kilometer nordwestlich von Safawi, nahe der jordanisch-syrischen Grenze liegt. Dort befindet sich das Trinkwasserreservoir von Jawa.

## Geschichte
„Jawa“ ist ein altes kanaanitisch-syrisches Wort.
Nach Angaben des Direktors für Archäologie in Mafraq, Imad Obeidat, geht die Gründung der archäologischen Stätte Jawa auf das vierte Jahrtausend v. Chr. in der Bronzezeit zurück. Die reichlichen Niederschläge in dieser Zeit hätten die Entstehung dieser Stätte begünstigt. Sie sei in der späten Bronzezeit aufgrund von Erdbeben, Dürre und Regenmangel verlassen.
An der Stätte seien Keramikscherben aus Deir Alla gefunden worden, was darauf hindeute, dass die Bewohner der Stätte in Kontakt mit anderen Gemeinschaften standen und auf Tauschhandel, insbesondere mit Horan, angewiesen waren.